# 長恨歌 (小說)
《長恨歌》，中国大陆女作家王安忆的一部长篇小说，1996年出版，2000年获第五届茅盾文学奖。后由赵耀民改编成话剧，苏乐慈执导，张璐首演及主演；由王安忆、杨智深改编成电影，关锦鹏执导，郑秀文主演；由蒋丽萍、赵耀民、王安忆改编成电视剧，丁黑执导，张可颐主演。

## 内容
全书20万字，主角是上海女子王琦瑤，內容讲述1947年至1981年间上海的变迁。